# Ursus dolinensis
El oso de la Gran Dolina (Ursus dolinensis) es una especie extinta de mamífero carnívoro de la familia de los úrsidos. Sus restos fueron encontrados en el yacimiento de Gran Dolina, en la Sierra de Atapuerca (Burgos, España), en niveles que van desde los 900.000 a los 780.000 años de antigüedad (durante el último tramo del Pleistoceno Inferior).
Presenta características primitivas y derivadas en su morfología. Así, el cuerpo mandibular grácil y los dientes también gráciles y de pequeño tamaño lo asemejan a formas como Ursus arctos y Ursus etruscus; por otro lado, muestra también algunas características que lo enlazan aparentemente con la línea de los osos de las cavernas. Podría ser el ancestro de Ursus savini y estar muy próximo al ancestro común de Ursus arctos.

## Descripción
El holotipo de la especie es una mandíbula izquierda, de 255 mm, con la sigla Ata96-TDW4-E9-1, que conserva el canino, premolar 4 (P4) y molar 2 (M2), así como los alvéolos de P1, P2 y P3. Los paratipos están compuestos por una hemimandíbula derecha incompleta, un molar inferior derecho, un molar inferior, dos fragmentos de maxilar, una falange del pie y un quinto metatarso.